# Troițk
Troițk (în rusă Троицк) este un oraș din regiunea Celiabinsk, Federația Rusă, cu o populație de 82.400 locuitori (2008).

## Personalități născute aici
- Fatiha Aitova (1886 - 1942), filnatroapă, învățătoare.